# V1298 Tauri
V1298 Tauri är en ensam stjärna belägen i den mellersta delen av stjärnbilden Oxen och är en del av Taurus-Auriga-föreningen i Taurus molekylära moln. Alternativt är den en del av en föreslagen rörelsegrupp, kallad Grupp 29 som är något äldre. Den har en högsta skenbar magnitud av ca 10,31 och kräver en ett teleskop för att kunna observeras. Baserat på olika uppskattningar parallax enligt Gaia Data Release 2 på ca 9,21 mas, beräknas den befinna sig på ett avstånd på ca 354 ljusår (109 parsek) från solen. Den rör sig bort från solen med en heliocentrisk radialhastighet på ca 15 km/s.

## Egenskaper
V1298 Tauri är en orange till gul stjärna före huvudserien av spektraltyp K0-K1.5. Den har en massa som är lika med ca 1,1 solmassa, en radie som är ca 1,3 solradie och utsänder energi från dess fotosfär motsvarande ca 0,93 gånger solen vid en effektiv temperatur av ca 5 000 K. Stjärnan visar röntgenstrålning i ROSAT-data och har starka litiumabsorptionslinjer, båda signaturer för en ung stjärna. Å andra sidan visar den inga tecken på ackretion och den saknar överskott av infraröd strålning. Istället har den H-alfa absorptionslinjer.

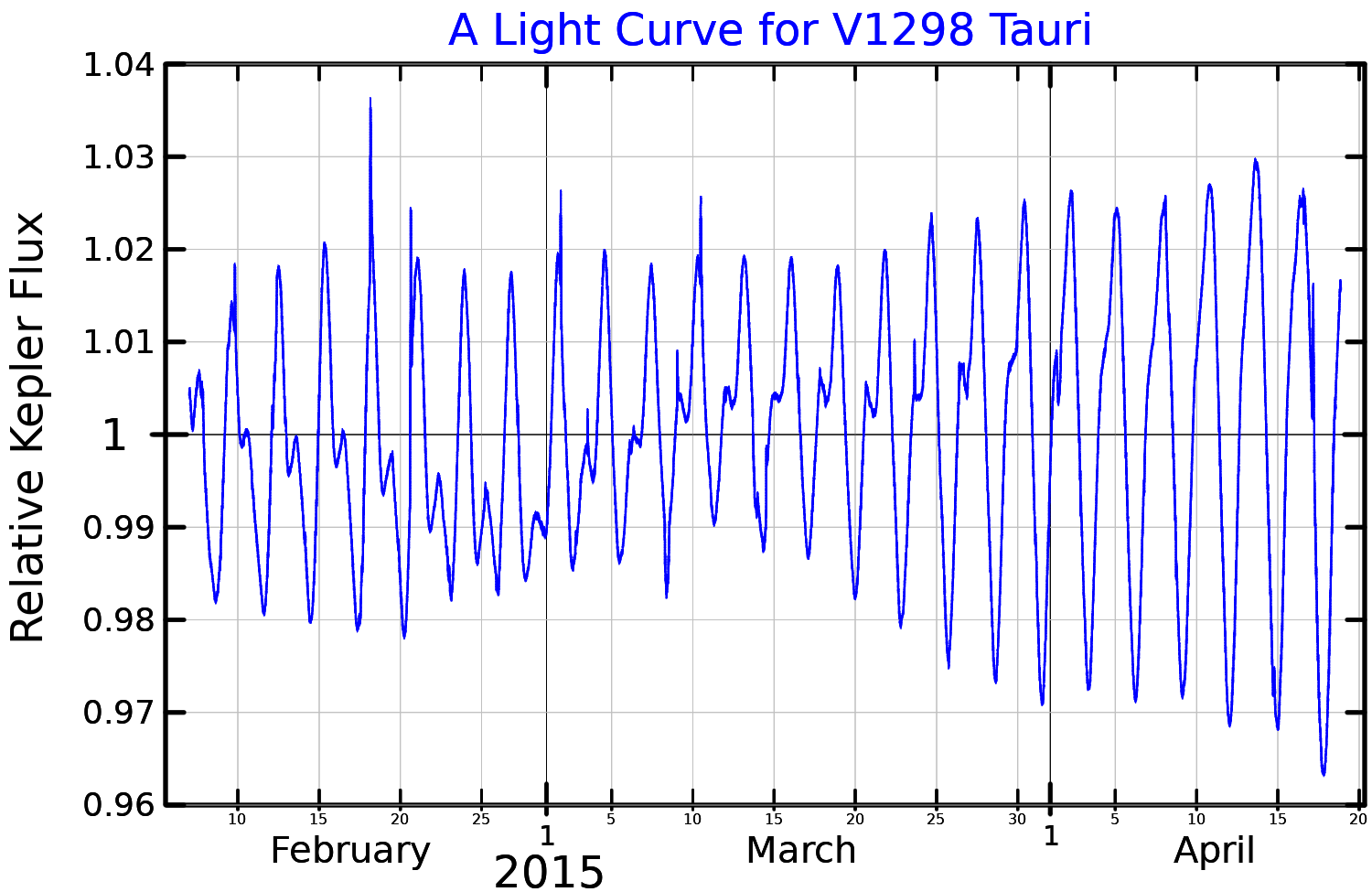
Ljuskurva för V1298 Tauri, plottad från David et al. (2019).

Ljusstyrkan för V1298 Tauri varierar på ett oförutsägbart sätt mellan en maximal skenbar magnitud på 10,31 och ett minimum på 10,54. Stjärnans ljuskurva visar kvasi-periodisk variabilitet som tolkades som stjärnrotation och stjärnfläckar. Ljuskurvan visade också flera flarer.

## Planetsystem
V1298 Tauri har fyra bekräftade exoplaneter varav planeterna c, d och b är nära en 1:2:3 resonans (med omloppsperiod på 8,25, 12,40 och 24,14 dygn). Planet e visar bara en enda transitering i K2-ljuskurvan och har en omloppsperiod som är större än 36 dygn. Planet e kan vara i en resonans av låg ordning (av 2:3, 3:5, 1:2 eller 1:3) med planet b. Systemet är mycket ungt och kan vara en föregångare till ett kompakt multiplanetsystem. 2:3-resonansen antyder att vissa närliggande planeter antingen kan bildas i resonanser eller utvecklas till dem i en tidsskala på mindre än 10 miljoner år. Planeterna i systemet har en storlek mellan Neptunus och Saturnus. Endast planet b har en storlek som liknar Jupiter.
Modeller förutspår att planeterna har en minsta kärnmassa på 5 jordmassor och är omgivna av ett tjockt hölje som utgör 20 procent av deras massa. Den totala massan för planeterna c och d förutspåddes vara 2 - 28 jordmassor och den totala massan för planeterna d och b förutspåddes vara 9 - 120 jordmassor. I ett uppföljningsdokument var massan av V1298 Tauri b begränsad till <2,2 jordmassor. Planeten c misstänktes släppa massa på grund av intensiv bestrålning från värdstjärnan, men vätesvansens existens vederlades 2021.
Banorna för planeterna b och c är nästan i samma plan och banan för planet c lutar inte mot stjärnans ekvatorialplan, snedställning är lika med 2 +12−4 grader.
| Planet | Massa   | Halv storaxel (AE) | Siderisk omloppstid (d) | Excentricitet | Inklination        | Radie                 |
| ------ | ------- | ------------------ | ----------------------- | ------------- | ------------------ | --------------------- |
| c      | -       | 0,0825 ± 0,0013    | 8,24958 ± 0,00072       | <0,43         | 88,49 ± +0,92−0,72 | 0,499 +0,032−0,029 RJ |
| d      | -       | 0,1083 ± 0,0017    | 12,4032 ± 0,0015        | <0,21         | 89,04 +0,65−0,73   | 0,572 +0,040−0,035 RJ |
| b      | <2,2 MJ | 0,1688 ± 0,0026    | 24,1396 ± 0,0018        | <0,29         | 89,00 +0,46−0,24   | 0,916 +0,052−0,047 RJ |
| e      | -       | 0,308 +0,182−0,066 | 50,29 ± 6,62            | <0,57         | 89,40 +0,26−0,18   | 0,89 ± 0,04 RJ        |